# Svartseglare
För arten Apus barbatus, se kapseglare.
Svartseglare (Cypseloides niger) är en hotad amerikansk fågel i familjen seglare.

## Utseende och läten
Svartseglaren är en stor (18 cm) seglare med kraftig kropp, långa och spetsiga vingar och något kluven stjärt. Fjäderdräkten är helsvat med vita områden på sidan av huvudet. Lätet består av en tjippande serie, ibland förlängt i ett skallrande ljud och avlutat med korta eller rätt gnissliga toner.

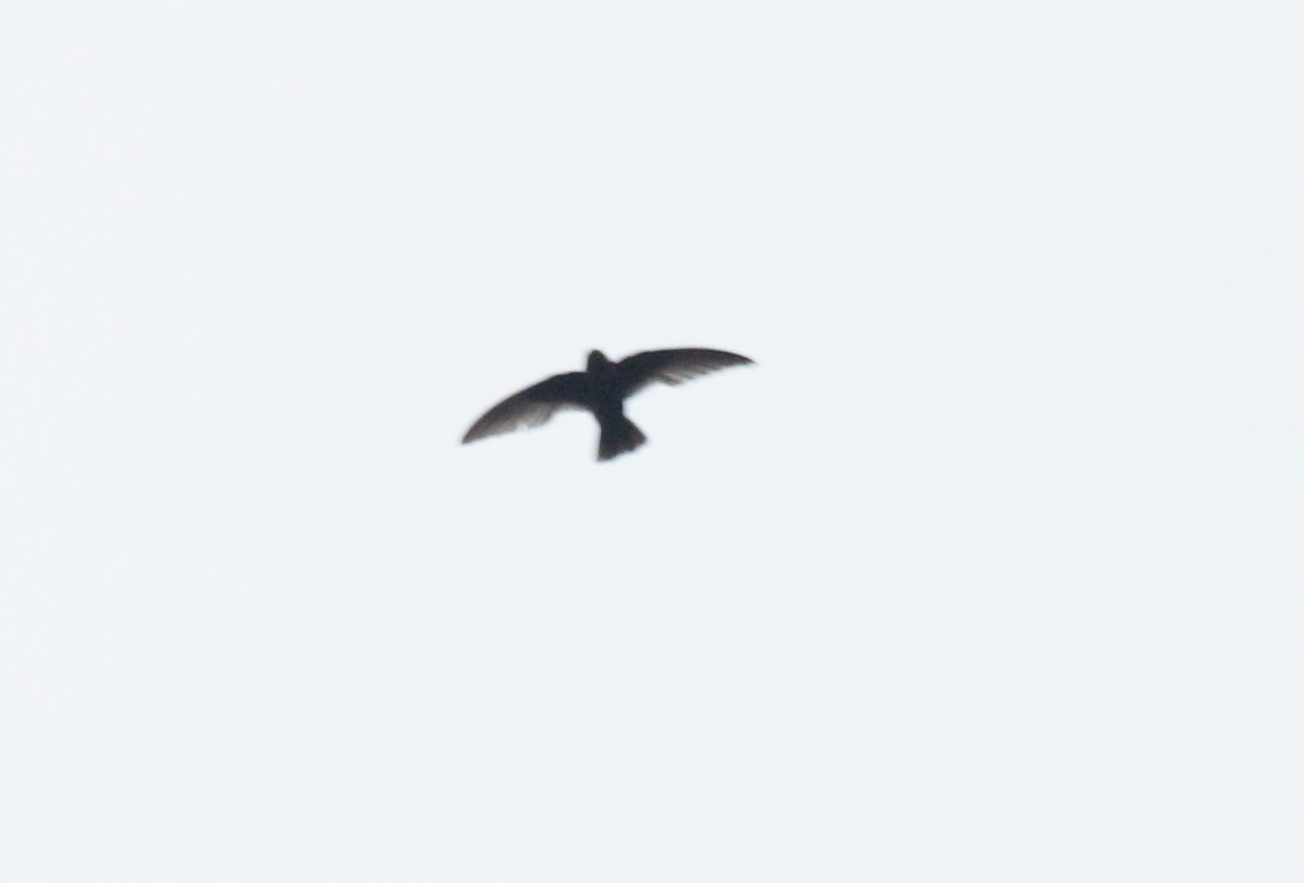

## Utbredning och systematik
Arten delas in i tre underarter med följande utbredning:
- Cypseloides niger borealis – förekommer främst i bergstrakter i sydöstra Alaska till sydvästra Nordamerika
- Cypseloides niger costaricensis – förekommer i högländer i centrala Mexiko till Costa Rica
- Cypseloides niger niger – Västindien, Trinidad, Guyana (Pacaraima Mountains)

## Status och hot
Arten har ett stort utbredningsområde och en stor population, men tros minska relativt kraftigt i antal, möjligen på grund av klimatförändringar och bekämpningsmedel. Sedan 2018 hotkategoriserar därför internationella naturvårdsunionen IUCN arten som sårbar (VU).